# Believer (2018)
Believer is een Amerikaanse documentaire uit 2018 die het kruispunt tussen de LGBT'ers en de Kerk van Jezus Christus van de Heiligen der Laatste Dagen (Engels: The Church of Jesus Christ of Latter-day Saints ofwel LDS Church) onderzoekt door de ogen van Dan Reynolds, leadzanger van Imagine Dragons. Het concentreert zich op zijn inspanningen om het LOVELOUD Festival in Orem, Utah ter ondersteuning van de jeugd van Utah LGBTQ te organiseren.
De opnames vonden plaats in Salt Lake City en Orem, evenals New York en Las Vegas, waar Reynolds werd geboren in 1987. De muziek van de film werd gecomponeerd door Hans Zimmer. Reynolds schreef ook twee nummers voor de film. In januari 2018 werd bekend dat HBO Documentary Films de Amerikaanse distributierechten op de film heeft veiliggesteld.
De LDS-kerk heeft slechts 10 dagen voor het LOVELOUD-evenement van 2017 een verklaring vrijgegeven, waarin de inspanning wordt ondersteund "om een gemeenschap van inclusie te bevorderen waarin niemand wordt mishandeld vanwege wie ze zijn of wat ze geloven".
De film ging in première op het Sundance Film Festival op 20 januari 2018.

## Muziek uit de documentaire
- "Believer" - Imagine Dragons
- "Thunder" - Imagine Dragons
- "Radioactive" - Imagine Dragons
- "Yesterday" - Imagine Dragons
- "It's Time" - Imagine Dragons
- "So Many Voices" - Imagine Dragons
- "Disappear" - Aja Volkman
- "Batman Jammies" - Dan Reynolds & Aja Volkman (als Egyptian)
- "The Truth" - Dan Reynolds & Aja Volkman (als Egyptian)
- "Everybody Talks" - Neon Trees
- "Animal" - Neon Trees
- "Midnight" - Tyler Glenn
- "Lonesome Roads" - Tyler Glenn
- "Skipping Stones" - Dan Reynolds & Hans Zimmer

## Prijzen en nominaties
| Jaar | Prijs                         | Categorie                                                  | Genomineerde(n)                               | Uitslag     |
| ---- | ----------------------------- | ---------------------------------------------------------- | --------------------------------------------- | ----------- |
| 2018 | Hollywood Film Award          | Documentary of the Year                                    | Don Argott                                    | Gewonnen    |
| 2018 | Hollywood Post Alliance       | Outstanding Editing - Feature Film                         | Demian Fenton                                 | Genomineerd |
| 2018 | Miami Film Festival           | Best Documentary                                           | Don Argott                                    | Genomineerd |
| 2019 | Cinema Eye Honors Award       | Outstanding Achievement in Broadcast Nonfiction Filmmaking | Don Argott                                    | Genomineerd |
| 2019 | GLAAD Media Award             | GLAAD Media Award for Outstanding Documentary              | GLAAD Media Award for Outstanding Documentary | Gewonnen    |
| 2019 | News & Documentary Emmy Award | Outstanding Arts & Culture Documentary                     | Outstanding Arts & Culture Documentary        | Genomineerd |